# Susie Isaacs
Susie Isaacs (Nashville, 18 dicembre 1946) è una giocatrice di poker statunitense.
Ha vinto due braccialetti WSOP negli eventi riservati alle donne e sempre nella stessa specialità, il Seven card stud, concludendo al primo posto nell'evento da 1000 $ nel 1996 e 1997.

## Biografia
Susie Isaacs ha chiuso ITM in sei eventi riservati alle donne, vincendone due, alle WSOP 1996 e WSOP 1997. Nel Main Event delle WSOP 1998, concluse in decima posizione, guadagnando 40000 $.
Al gennaio 2012 le sue vincite totali nei tornei live superano i 430000 $.

## Braccialetti WSOP
| Anno | Torneo                              | Premio  |
| ---- | ----------------------------------- | ------- |
| 1996 | $1.000 Seven card stud Ladies Event | 42000 $ |
| 1997 | $1.000 Seven card stud Ladies Event | 38000 $ |